# Muralla de Benisanó

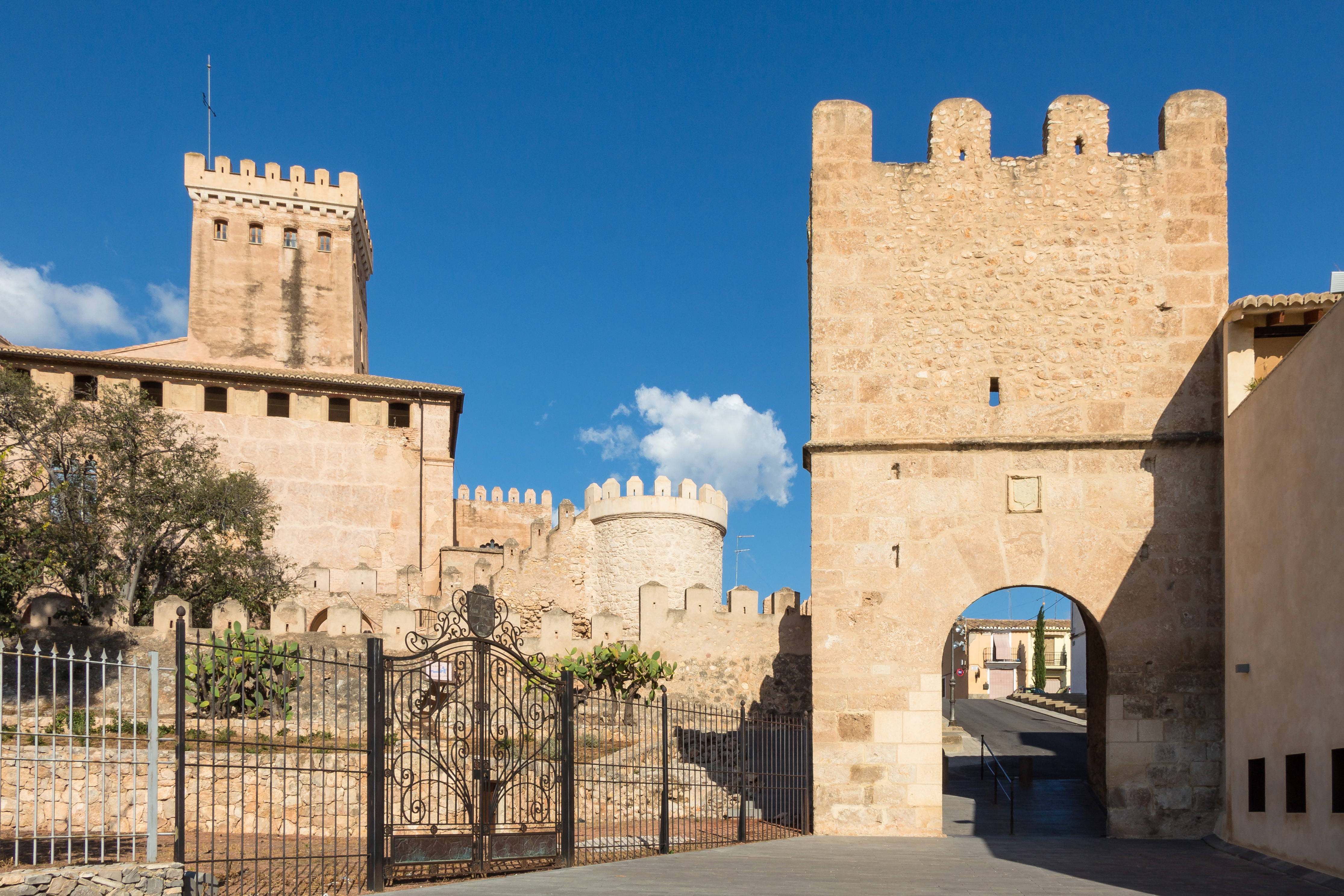
Benissanó - Portal de Llíria y Castillo

La muralla de Benisanó se encuentra en la localidad del mismo nombre, en la comarca del Campo del Turia de la provincia de Valencia.
Por distintos puntos de la población pueden observarse numerosos restos de las murallas que defendían la villa, y cuya construcción fue muy anterior a la del castillo, ya que se levantaron entre los siglos XIII y XIV, el castillo se dataría en el siglo XV. Reforzadas por torres, formaban un recinto más o menos circular que nacía de dos de las torres angulares de la fortaleza.

## Descripción
Formaba un recinto más o menos circular que nacía de dos de las torres angulares de la fortaleza. Los tramos mejor conservados se encuentran precisamente en las proximidades del castillo. También en muy buen estado se hallan tres portales en el núcleo urbano del pueblo; son conocidos como Portal de Liria (anexo al recinto del castillo), de Bétera y de Valencia, por las poblaciones cuyos caminos llegaban a cada una de ellos. Todos ellos están abiertos en torres y muestran arcos de medio punto por su parte exterior, y escarzanos por la parte interior para albergar las hojas de las puertas, hoy desaparecidas. También puede verse, prácticamente íntegra, una de las torres cuadradas que formaban parte de la estructura defensiva de la muralla, en la calle Limonero n.º 22, en las proximidades del Portal de Valencia.

## Historia
Benisanó era una antigua alquería musulmana que, una vez conquistada, el rey Pedro III donó en el año 1277 a Joan de Próxita. Hasta finales del siglo XV dependió de Liria, y ambas localidades mantuvieron numerosos litigios que desembocaron en conflictos armados en los años 1408 y 1576. Durante el siglo XV ostentó su propiedad la familia Vilarrasa de Cavanilles, entre cuyos miembros se contarían gobernadores y virreyes de Valencia. En el año 1526 su población morisca se sublevó, haciéndose fuertes en el interior del recinto amurallado.
La muralla describía un recinto circular unido por uno de sus extremos al castillo, el cual le daba protección. Sin embargo, las murallas son anteriores al castillo, pues se datan en los siglos XIII y XIV y el castillo en el siglo XV. Parece probado que el castillo se edificó sobre una antigua alquería musulmana de la cual sería parte integrante el recinto amurallado que aún persiste. La muralla está reforzada con cubos almenados en sus vértices.

## Video
A vista de pájaro, Castillo y parte de la Muralla https://www.youtube.com/watch?v=Gc4QJmKHvbE